# Exetastes taiwanensis
Exetastes taiwanensis là một loài tò vò trong họ Ichneumonidae.